# کریستوفر گاباردی
کریستوفر گاباردی (متولد ۲۵ ژوئیه ۱۹۶۹) یک بازیگر استرالیایی است.
پس از چهار سال، کریستوفر پرستاران را ترک کرد و شرکت سفارش آنلاینش را به نام "MunchMonitor" تأسیس کرد که به عنوان "یک راه آسان برای والدین و دانش آموزان به منظور سفارش از محیط‌های اغذیه فروشی، فروشگاه‌های لباس‌های  یونیفرم و سایر خدمات مدرسه آنلاین" طبقه‌بندی شده‌است.
کریستوفر با همسرش هالی در سال ۲۰۰۳ ازدواج کرد و پدر دو فرزند است - لوکا (متولد ۲۰۰۵) و میلا (متولد ۲۰۰۸). او در سال ۱۹۹۱ از مؤسسه ملی هنر نمایشی استرالیا (NIDA) در رشته هنرهای نمایشی (بازیگری) فارغ التحصیل شد.

## فیلم شناسی
- پرستاران به عنوان وینسنت هیوز[۲]
- ماموران مخفی پلیس به عنوان داوسون لینچ و ریک فیرچایلد[۳]
- قانون مارشال  به عنوان دیوید[۴]
- راز زندگی ما به عنوان جک[۵]
- دولت قانونی به عنوان مشاور ارشد دانیل فریس
- هلی کوپترهای آبی به عنوان برت آلکات[۶]
- پرندگان طوفان: سالهای از دست رفته به عنوان پدر آنجلو
- رودخانه برفی: قصه مک گرگور به عنوان تاک[۷]
- تازه ازدواج کرده به عنوان پیتر رابرتز[۸]
- هی بابا.. ! به عنوان استیو[۹]
- دایناسور حیوان خانگی من به عنوان سازمان حفاظت محیط زیست، عامل، فرد تنسی[۱۰]

## کار اخیر
گاباردی در فیلم دایناسور حیوان خانگی من (۲۰۱۷) و به کارگردانی مت دروموند بازیگری کرد.